# John Main
Padre John Douglas Main (Londra, 21 gennaio 1926 – Montréal, 30 dicembre 1982) è stato un monaco cristiano britannico.

## Biografia
Nato a Londra nel 1926 da una famiglia irlandese, ha combattuto nella Seconda guerra mondiale come radio telegrafista. Ha studiato giurisprudenza al Trinity College di Dublino e appreso il cinese alla School of Oriental and African Studies di Londra; prestò quindi servizio in Malaysia nel British Colonial Service. 
Lì un monaco indiano che gestiva un orfanotrofio aperto alle tre religioni malesi, Swami Satyananda (1909-1961), lo avvicinò alla meditazione praticata attraverso la recitazione di un mantra. All'epoca la preghiera silenziosa, non concettuale, era rara e sconosciuta per molti cristiani. L'antica tradizione contemplativa cristiana era stata dappertutto dimenticata e sostituita dalla «preghiera mentale» e rituale. 
Dopo il servizio in Oriente, John Main tornò in Europa nel 1956 dove, continuando a meditare, divenne professore di Diritto internazionale al Trinity College di Dublino.
Nel 1959 entrò nell'ordine benedettino a Londra, presso il monastero di Ealing, assumendo il nome "John": lì, il maestro dei novizi gli proibì di continuare a praticare la meditazione, poiché si riteneva che non rientrasse tra le pratiche contemplative cristiane. Divenne sacerdote nel 1963 e da quell'anno iniziò ad insegnare nella St. Benedict's School, sempre in Ealing. Nel 1970 fu nominato preside della St. Anselm's Abbey School a Washington, dove riscoprì la tradizione di meditazione cristiana chiamata «preghiera pura»: un'antica forma diffusa nel IV secolo da Giovanni Cassiano, il quale tramandò gli insegnamenti dei padri del deserto (i primi monaci cristiani) e fu preso a modello da San Benedetto da Norcia (il quale, nella Regola cita le sue Conferenze), così avendo una profonda influenza sulla Chiesa occidentale.
Grazie a questa scoperta, John Main riprende la pratica imparata in Malesia, notando le molte affinità tra i due insegnamenti. Dedicò il resto della vita a insegnare ai laici questa tradizione perduta del cristianesimo. Riteneva che fosse importante per il mondo ripristinare nella vita quotidiana l'uso di una pratica spirituale profonda. Raccomandava di meditare due volte al giorno, la mattina e la sera, integrando eventualmente questa modalità con altre forme di preghiera.
Nel 1974 è richiamato all’abbazia di Ealing.
In seguito padre John fu invitato dall'arcivescovo di Montréal a fondare una Comunità Benedettina che si sarebbe dedicata alla pratica e all'insegnamento della meditazione cristiana.
Nel 1980 nella cattedrale di Montréal John Main accolse il Dalai Lama a un incontro interconfessionale. Quando il Dalai Lama visitò la Comunità, ebbe un colloquio privato con padre John, durante il quale sottolinearono entrambi il ruolo importantissimo della collaborazione fra tradizioni spirituali per portare la saggezza e la pace nel mondo moderno.
John Main morì nel 1982. La sua opera è portata avanti dalla World Community for Christian Meditation con sede internazionale a Londra, guidata dal benedettino padre Laurence Freeman, successore di John Main. I gruppi di meditazione cristiana sono sempre più diffusi nel mondo. In Italia, la WCCM è presente attraverso la Comunità Mondiale per la Meditazione Cristiana, con sede a Brescia e numerosi gruppi distribuiti sul territorio italiano.